# Carlos Caggiani
Carlos Caggiani (Montevideo, 30 de junio de 1940) es un inventor, escritor e ingeniero uruguayo.

## Vida
Nació en Montevideo, Uruguay el 30 de junio de 1940. Inició y completó sus estudios son en el Colegio de los Padres Pallotinos, y tecnología mecánica en la UTU (Universidad del Trabajo del Uruguay) de la Unión.
En 1962 creó y patentó su primer invento, el calentador instantáneo conocido como SUN ("Soy Una Novedad"), para calentar agua.
Actualmente jubilado, fue empresario e ingeniero, carrera que estudió en Estados Unidos. Escribió varios libros "Deshojando recuerdos" (1998), un libro de poesías con memorias de su niñez y juventud, "Un nuevo Martín Fierro" (2000), que fue una recopilación de su vida de aventurero escrita en verso, y "Huellas y Horizontes" (2009).

## Libros
| Año  | Título                   | ISBN           | Editorial | Otros                     |
| ---- | ------------------------ | -------------- | --------- | ------------------------- |
| 2005 | Deshojando Recuerdos     |                |           | autobiográfico.           |
| 2000 | Un Nuevo Martín Fierro   | 978-0970485601 |           | autobiográfico.           |
| 2009 | Ingeniería de una Estafa | 1448677017     |           | reedición en español.     |
| 2009 | Huellas y Horizontes     | 1448649986     |           | 26 países en motocicleta. |